# Stazione di Centocelle
Stazione di Centocelle vasútállomás Olaszországban, Róma településen.

## Vasútvonalak
Az állomást az alábbi vasútvonalak érintik:
- Róma–Giardinetti-vasútvonal

## Kapcsolódó állomások
A vasútállomáshoz az alábbi állomások vannak a legközelebb:
- Balzani railway halt (Stazione di Roma Laziali, Róma–Giardinetti-vasútvonal)